# Гай Авідій Нігрін
Гай Авідій Нігрін (лат. Gaius Avidius Nigrinus; ? — 118) — державний діяч Римської імперії, консул-суффект 110 року.

## Життєпис
Походив із заможного роду Авідіїв. Син Гая Авідія Нігріна, проконсула Ахайї. Багато в чому своїй кар'єрі завдячує дружбою з імператором Траяном. У 105 році став народним трибуном. У 106–109 роках був проконсулом провінції Ахайя. У 110 році призначено консулом-суффектом разом з Тиберієм Юлієм Аквілою Полеменом. Під час своєї каденції за наказом Траяна вирушив до Дельф, де вирішував земельні суперечки.
У 114–116 роках як імператорський легат—пропретор керував провінцією Дакія. Після смерті у 117 році Траяна становище Нігріна у держави захиталося. Новий імператор Адріан став підозрювати Гая Авідія у змові. Тому домігся рішення сенату щодо страти останнього.

## Родина
Дружина — Ігнота Плавція, донька Луція Елія Ламії Плавція Еліана, консула-суффекта 80 року
Діти:
- Авідія Плавція, дружина Луція Елія Вера